# 헤르비스 드루몬드
헤르비스 에알손 드루몬드 존손(스페인어: Jervis Éarlson Drummond Johnson, 1976년 9월 8일 ~ )은 코스타리카의 전 축구 선수로, 라이트백으로 활약했다.

## 구단 경력
드루몬드는 1995년 11월 5일, 산카를로스와의 경기에서 사프리사 소속으로 프로 데뷔 전을 치렀으며, 1997년 1월 15일, 에레디아노를 상대로 첫 골을 기록했다. 그는 선수 생활 내내 사프리사에서만 활약하며, 국내 리그 우승 5회와 CONCACAF 챔피언스컵 우승 2회를 차지했다. 또한 2005년 FIFA 클럽 월드컵에도 출전하여, 사프리사는 상파울루와 리버풀에 이어 3위를 기록했다. 그는 사프리사 소속으로 리그 경기 452경기에 출전했으며, 컵 대회 및 국제 경기를 포함해 총 574경기에 출전했다.
2010년 11월, 사프리사는 드루몬드가 더 이상 구단에서 선수로 뛰지 않을 것이라고 발표했다.

## 국가대표팀 경력
드루몬드는 카타르에서 열린 1995년 FIFA 세계 청소년 축구 선수권 대회에서 형제와 함께 출전했다.
그는 1995년 9월, 자메이카와의 친선 경기에서 코스타리카 국가대표팀 데뷔 전을 치렀으며, A매치 통산 73경기에 출전해 1골을 기록했다. 그는 FIFA 월드컵 예선 19경기에 출전했으며, 2002년 FIFA 월드컵 국가대표팀에 발탁되었으나 출전 기회를 얻지 못했다. 이후 2006년 FIFA 월드컵 본선에 출전했고, 1999년, 2003년, 2007년 UNCAF 네이션스컵과 1998년, 2002년, 2007년 CONCACAF 골드컵에도 참가했다. 또한 2001년 코파 아메리카에도 출전했다.
그의 마지막 A매치 경기는 2008년 8월, 엘살바도르를 상대로 한 FIFA 월드컵 예선 경기였다.

## 은퇴
선수 생활을 마친 뒤, 드루몬드는 사프리사 스타디움 내 레스토랑의 매니저로 일하게 되었다.

## 사생활
그는 라우라 브레네스와 결혼했다. 그의 일란성 쌍둥이 형제인 헤랄드 드루몬드 또한 코스타리카 국가대표팀과 사프리사에서 활약한 축구 선수였다.